# Rosibel García
Rosibel García Mina (* 13. Februar 1981 in Jamundí) ist eine kolumbianische Mittelstreckenläuferin.

## Sportliche Laufbahn
Erste internationale Erfahrungen sammelte Rosibel García bei den Juniorensüdamerikameisterschaften 1998 Córdoba, bei denen sie die Silbermedaillen in den beiden Sprintstaffeln gewann, Platz vier über 400 Meter erreichte und ihren Lauf über 200 Meter abbrach. Bei den Panamerikanischen Juniorenmeisterschaften in Tampa wurde sie mit der 4-mal-100-Meter-Staffel Vierte. Daraufhin gewann sie bei den Juniorensüdamerikameisterschaften in Concepción die Goldmedaille mit der 4-mal-400-Meter-Staffel sowie Bronze im 800-Meter-Lauf. 2000 gelangte sie bei den Juniorenweltmeisterschaften in Santiago de Chile ins Halbfinale über 400 Meter und wurde mit der kolumbianischen Stafette im Vorlauf disqualifiziert. 2001 gewann sie bei den Südamerikameisterschaften in Manaus die Silbermedaille mit der 4-mal-400-Meter-Staffel und belegte über 800 Meter Platz vier. Bei den Juegos Bolivarianos in Ambato gewann sie über diese Distanz die Silbermedaille.
2003 gewann sie bei den Südamerikameisterschaften in Barquisimeto die Bronzemedaillen über 800 Meter und mit der Staffel. Bei den Panamerikanischen Spielen in Santo Domingo schied sie im Vorlauf über 800 Meter aus. 2004 gewann sie bei den Ibero-amerikanischen Meisterschaften in Huelva die Bronzemedaille mit der Staffel und belegte über 800 Meter Platz sechs. 2005 gewann sie bei den 2005 Südamerikameisterschaften in Cali die Goldmedaillen über 800 und 1500 Meter sowie die Silbermedaille mit der kolumbianischen Stafette. Daraufhin gewann sie bei den Juegos Bolivarianos in Armenia in all diesen Disziplinen die Goldmedaille. Bei den Ibero-amerikanischen Meisterschaften in Ponce 2006 gewann sie die Silbermedaille mit der Staffel und die Goldmedaille über 800 Meter. Bei den Zentralamerika- und Karibikspielen in Cartagena wurde sie Fünfte mit der Staffel, gewann Silber über 800 Meter hinter Zulia Calatayud sowie die Goldmedaille über 1500 Meter.
2007 gewann sie bei den Südamerikameisterschaften in São Paulo die Goldmedaille über 1500 Meter und Silber mit der Staffel. Zudem musste sie ihren Finallauf über 800 Meter nicht beenden. Bei den Panamerikanischen Spielen in Rio de Janeiro gewann sie die Silbermedaille über 800 Meter und mit neuem Landesrekord die Bronzemedaille über 1500 Meter. Bei den Weltmeisterschaften in Osaka schied sie über 800 Meter hingegen bereits in der ersten Runde aus. 2008 gewann sie bei den Zentralamerika- und Karibikmeisterschaften in Cali die Goldmedaillen über 800 und 1500 Meter und qualifizierte sich auch für die Olympischen Spiele in Peking, bei denen sie in das Halbfinale gelangte und dort einen neuen Landesrekord über 800 Meter aufstellte. 
Bei den Südamerikameisterschaften 2009 in Lima gewann sie erneut das Double über 800 und 1500 Meter und qualifizierte sich damit für die Weltmeisterschaften in Berlin, bei denen sie aber erneut in der ersten Runde ausschied. Bei den Juegos Bolivarianos in Sucre im November siegte sie ebenfalls in den beiden Mittelstreckendistanzen, wie auch bei den Zentralamerika- und Karibikmeisterschaften in Mayagüez 2010. 2011 gewann sie bei den Südamerikameisterschaften in Buenos Aires zum dritten Mal beide Goldmedaillen in ihren Spezialdisziplinen und erreichte bei den Weltmeisterschaften in Daegu das Halbfinale über 800 Meter. Bei den Panamerikanischen Spielen in Guadalajara gewann sie diesmal Bronze über 800 Meter und Silber über 1500 Meter hinter der Kubanerin Adriana Muñoz.
2012 gewann sie bei den Ibero-amerikanischen Meisterschaften in Barquisimeto die Goldmedaille über 800 Meter und qualifizierte sich erneut für die Olympischen Spiele in London, bei denen sie mit 2:00,16 min im Halbfinale ausschied. 2013 die Goldmedaillen über 800 und 1500 Meter sowie Silber mit der Staffel bei den Südamerikameisterschaften in Cartagena. Bei den Juegos Bolivarianos in Trujillo gewann in allen drei Disziplinen die Goldmedaille. 2016 gewann sie noch einmal Gold über 800 Meter bei den Ibero-amerikanischen Meisterschaften in Rio de Janeiro und 2017 folgten zwei Silbermedaillen über 1500 Meter bei den Südamerikameisterschaften in Luque und den Juegos Bolivarianos in Santa Marta.
Bisher wurde sie 14 Mal kolumbianische Meisterin über 400, 800 und 1500 Meter.

## Persönliche Bestleistungen
- 400 Meter: 53,46 s, 24. Mai 2003 in Bogotá
- 800 Meter: 1:59,38 min, 16. August 2008 in Peking (Kolumbianischer Rekord)
- 1500 Meter: 4:09,75 min, 26. November 2013 in Trujillo